# Calim Eid
Calim Eid (Novo Horizonte, 8 de maio de 1923 - Guarulhos, 16 de outubro de 1999) foi um empresário, secretário municipal da cidade de São Paulo e chefe da Casa Civil do estado de São Paulo.
Também foi presidente da Associação Comercial e da Bolsa de Cereais de São Paulo.

## Biografia
Nascido no interior paulista em 1923, completou seus estudos na cidade de São Paulo e ingressou na Faculdade de Ciências Médicas do Rio de Janeiro e após dois anos neste curso, teve que interrompe-lo, pois foi convocado para participar da FEB na Segunda Guerra Mundial. Após a guerra foi residir em Goiás aonde dedicou-se ao comércio. Retornou para o estado natal para ser empresário do ramo alimentício. 
Foi presidente de entidades representativas, como: Associação Comercial de São Paulo (1979 a 1982) e da Bolsa de Cereais de São Paulo (1968 a 1971).
Braço direito e amigo de Paulo Maluf, foi seu tesoureiro e coordenador de campanha em alguns pleitos eleitorais e ocupou cargos nas administrações do amigo, como: Secretário Municipal de Abastecimento (1971) e Chefe da Casa Civil do estado de São Paulo (1979).
Seu nome ficou marcado por escândalos como no caso da compra do voto do então deputado Mário Juruna na disputa presidencial indireta de 1984 em favor do candidato Maluf e no caso da corretora PauBrasil, aonde Calim foi considerado, pela Polícia Federal, o mentor intelectual do esquema, com a denúncia de formação de quadrilha, falsidade ideológica e sonegação fiscal.
Calim Eid faleceu, aos 76 anos de idade, em um acidente automobilístico na Rodovia Ayrton Senna, no município de Guarulhos no dia  16 de outubro de 1999. Em sua homenagem uma das importantes avenidas do corredor Tiquatira, foi batizado com seu nome..